# 金原学
金原 学（きんばら まなぶ、1973年9月21日 -2023年1月23日没）は、地方競馬の浦和競馬場・冨田藤男厩舎に所属していた元騎手。勝負服の柄は胴黄・袖黄・紫縦縞。引退後しばらくは実家の板金屋に勤務していたが、2011年よりインターアクションホースマンスクールの競走馬担当講師に就任している。

## 来歴
大井競馬・小林分場の太田進厩舎からデビュー、初騎乗は1992年10月15日。初勝利は同年12月17日。
その後浦和競馬場の冨田藤男厩舎に転厩した。
しかし実家の稼業の都合もあり、2003年1月4日11Rの寿特別ドルドキッド号の騎乗を最後に引退した（11頭立て7番人気9着）。同日最終Rの後に引退式が行われた。
通算成績は2609戦76勝・2着100回・3着128回・勝率2.9%・連対率6.7%